# LZ4 (압축 알고리즘)
LZ4는 압축 및 압축 해제 속도에 초점을 맞춘 비손실 데이터 압축 알고리즘이다. 이는 바이트 지향 압축 방식인 LZ77 계열에 속한다.

## 특징
LZ4 알고리즘은 속도와 압축률 간의 좋은 절충점을 제공하는 것을 목표로 한다. 일반적으로 유사한 LZO 알고리즘보다 압축률이 더 낮고(즉, 나쁘고), LZO는 다시 DEFLATE와 같은 알고리즘보다 나쁘다. 그러나 LZ4의 압축 속도는 LZO와 유사하며 DEFLATE보다 몇 배 빠르며, 압축 해제 속도는 LZO보다 훨씬 빠르다.

## 설계
LZ4는 사전 일치 단계(LZ77)만 사용하며, 다른 일반적인 압축 알고리즘과는 달리 이를 엔트로피 부호화 단계(예: DEFLATE의 허프먼 부호화)와 결합하지 않는다.
LZ4 알고리즘은 데이터를 일련의 시퀀스로 표현한다. 각 시퀀스는 두 개의 4비트 필드로 나뉜 1바이트 토큰으로 시작한다. 첫 번째 필드는 출력으로 복사될 리터럴 바이트 수를 나타낸다. 두 번째 필드는 이미 디코딩된 출력 버퍼에서 복사할 바이트 수를 나타낸다 (0은 최소 일치 길이인 4바이트를 나타낸다). 두 비트 필드 중 하나에서 15 값은 길이가 더 크며 길이에 추가될 추가 바이트 데이터가 있음을 나타낸다. 이러한 추가 바이트에서 255 값은 또 다른 바이트가 추가될 것임을 나타낸다. 따라서 임의의 길이는 255 값을 포함하는 일련의 추가 바이트로 표현된다. 리터럴 문자열은 토큰과 문자열 길이를 나타내는 데 필요한 추가 바이트 뒤에 온다. 그 다음에는 출력 버퍼에서 얼마나 뒤로 복사를 시작할지를 나타내는 오프셋이 온다. 일치 길이의 추가 바이트(있는 경우)는 시퀀스의 끝에 온다.
압축은 스트림 또는 블록 단위로 수행할 수 있다. 최적의 일치를 찾는 데 더 많은 노력을 기울임으로써 더 높은 압축률을 달성할 수 있다. 이는 더 작은 출력과 더 빠른 압축 해제를 모두 가능하게 한다.
LZ4는 두 가지 프레임 형식을 가지고 있다. 이전 형식은 매우 제한적이었고 외부 파일 끝 신호에 의존했는데, 이는 리눅스 Initramfs에서 제로 패딩을 처리하기 위한 해결책이 필요하다는 문제로 나타났다. 새로운 형식은 훨씬 더 유연하며 자체적인 프레임 끝 마커를 가지고 있다. 이는 Zstd 프레임 형식과 디자인이 유사하다.

## 구현
얀 콜레의 C로 된 참조 구현은 BSD 라이선스에 따라 라이선스된다. 자바, C#, 러스트, 파이썬을 포함한 다양한 언어로 포트 및 바인딩이 존재한다. 아파치 하둡 시스템은 이 알고리즘을 빠른 압축을 위해 사용한다. LZ4는 리눅스 커널 3.11에도 네이티브로 구현되었다. FreeBSD, Illumos, 리눅스의 ZFS, ZFS-OSX의 ZFS 파일 시스템 구현은 즉석 압축을 위한 LZ4 알고리즘을 지원한다. 리눅스는 3.19-rc1부터 SquashFS에 LZ4를 지원한다. LZ4는 얀 콜레의 최신 Zstd 명령줄 유틸리티와 7-Zip-zstd라는 7-Zip 포크에서도 지원된다.